# 亞奎丹的阿德萊德
亞奎丹的阿德萊德（法語：Adélaïde d'Aquitaine，945年至952年間－1004年），法蘭克人王后，于格·卡佩的妻子。她是亞奎丹公爵威廉三世的女兒，普瓦捷家族的成員。

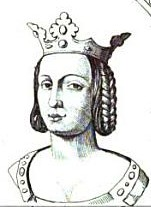

## 家庭
阿德萊德於969年和于格·卡佩結婚，兩人共有1子2女：
1. 吉塞拉（英语：Gisela of France, Countess of Ponthieu）（約968年—1002年）
2. 海德薇希（英语：Hedwig of France, Countess of Mons）（約970年—1013年後）
3. 羅貝爾二世（約972年—1031年）